# Rosa María Morte Julián
Rosa María Morte Julián (Castelló de la Plana, 7 d'abril de 1953) és una mestra i política valenciana, diputada a les Corts Valencianes durant la II, III i IV Legislatures.
Graduada a l'Escola de Mestres de Castelló, ha treballat com a mestra a diversos centres educatius. Alhora milita al PSPV-PSOE, partit del qual ha estat vicesecretària general i d'organització comarcal de la Plana Alta i secretària general de l'agrupació local de Borriana. Posteriorment fou Secretària Nacional d'Educació i Cultura del PSPV-PSOE.
Ha estat escollida diputada a les eleccions a les Corts Valencianes de 1987, 1991 i 1995. Fou secretària de la Comissió d'Economia, Pressupostos i Hisenda i vicepresidenta de la Comissió d'investigació per tractar les irregularitats detectades en la subvenció concedida a l'empresa COSISTEL, SAL i les possibles implicacions i les responsabilitats que poguessin tenir relació amb l'esmentada subvenció (1991-1995) i secretària de la Comissió Permanent no legislativa de Seguretat Nuclear (1995-1999).